# Euhesma pernana
Euhesma pernana är en biart som först beskrevs av Cockerell 1905.  Euhesma pernana ingår i släktet Euhesma och familjen korttungebin. Inga underarter finns listade i Catalogue of Life.